# Trichodorus kilanae
Trichodorus kilanae is een rondwormensoort uit de familie van de Trichodoridae. De wetenschappelijke naam van de soort is voor het eerst geldig gepubliceerd door Decraemer W. & Marais M..